# Plavia
Plavia – wieś w Rumunii, w okręgu Prahova, w gminie Iordăcheanu. W 2011 roku liczyła 621 mieszkańców.